# إيوان جروفود
إيوان جروفود (بالإنجليزية: Ioan Gruffudd)‏ مواليد 6 أكتوبر 1973 في ويلز، المملكة المتحدة، هو ممثل أمريكي بدأ مسيرته الفنية عام 1986.

## الأعمال

### أفلام
- تيتانيك
- 102 كلب مرقش
- سقوط الصقر الأسود
- فانتاستيك فور
- الأربعة الخياليون 2
- النعمة المذهلة(amazing grace)

### مسلسلات
- بن 10: إليين فورس
- كاسل (مسلسل تلفزيوني)
- غلي (مسلسل تلفزيوني)
- الى الأبد
- رينجر

## وصلات خارجية
- إيوان جروفود على موقع IMDb (الإنجليزية)
- إيوان جروفود على موقع ميتاكريتيك (الإنجليزية)
- إيوان جروفود على موقع روتن توميتوز (الإنجليزية)
- إيوان جروفود على موقع ألو سيني (الفرنسية)
- إيوان جروفود على موقع ميوزك برينز (الإنجليزية)
- إيوان جروفود على موقع تيرنر كلاسيك موفيز (الإنجليزية)
- إيوان جروفود على موقع أول موفي (الإنجليزية)
- إيوان جروفود على موقع بوكس أوفيس موجو (الإنجليزية)
- إيوان جروفود على موقع قاعدة بيانات الأفلام السويدية (السويدية)
- إيوان جروفود على موقع إن إن دي بي (الإنجليزية)